# Sugar (песня Maroon 5)
«Sugar» — песня американской группы Maroon 5 с их пятого студийного альбома V (2014). В январе следующего, 2015 года песня была издана отдельным синглом.
Песня достигла 2 места в США (в «Горячей сотне» журнала «Билборд») и 7 места в Великобритании (в национальном сингловом чарте).

## История создания
Авторы песни — Адам Левин (вокалист группы Maroon 5), сонграйтер и музыкальный продюсер Джейкоб Кашер (один из авторов песни «Good Girls Go Bad» группы Cobra Starship) и Майк Познер (известный, в частности, как один из авторов и продюсеров песни «Boyfriend» Джастина Бибера).
Точнее, песня изначально (в первой версии) была написана Майком Познером для своего собственного альбома, который должен был называться Pages, но так и не был закончен и не увидел свет. Но потом Адам Левайн из Maroon 5 попросил её у него и несколько переделал. Познер рассказывал журналу Billboard:
Адам (Левайн) хотел эту песню. Несколькими месяцами ранее он позвонил и попросил её, но я сказал нет. Но когда [уже так получилось], что Pages не выйдет, и у меня от этого [невышедшего] нового альбома как бы остались саженцы, я подумал: «Что ж, это ведь просто будет валяться у мена в ноутбуке», так что я отдал им её, и, когда они эту песню записали, Адам приправил её на свой вкус (added his flavor), и он также её подправил/дописал (he wrote on it as well), и стихи, и кое-какие вещи в мелодии, и он её действительно хорошо спел. Я большой фанат, поэтому я рад, что они её записали (I’m glad they did it).
Песню спродюсировали Сиркат (в частности, он один из авторов песни Майли Сайрус Wrecking Ball) и Аммо.

## Сюжет песни и музыкальный стиль
Сайт Songfacts так описывает эту песню одним предложением:
В этой песне Адам Левайн поёт своей возлюбленной: «Я просто хочу быть там, где ты / И, пожалуйста, я хочу лишь чуточку попробовать на вкус» (англ. I just wanna be there where you are. And I gotta get one little taste.)
Добавляя:
Текст полон пошлых намёков/двусмысленностей, но песне удалось ускользнуть от цензоров, потому что, да ладно вам, они ведь просто поют о сахаре, так ведь?
Также сайт отмечает, что целых 55 % песни занимает припев. (Что встречается относительно нечасто.)

## Видеоклип

### Разработка и концепция
В 2014 году Дэвид Добкин, режиссёр видеоклипа, находился в Риме на премьере своего фильма «Судья». Во время пребывания там он получил e-mail от Левина с просьбой снять для группы клип. Добкин согласился: «Я знаю Адама уже более 10 лет. Мы познакомились ещё до того, как вышел первый альбом Maroon 5. Его бабушка с дедушкой и родители моей жены лучшие друзья, я отмечаю Рождество вместе с ним каждый год. В общем, мы знаем друг друга давно и всегда хотели сделать что-то совместное, но у нас никак не получалось совместить графики». Добкин хотел, чтобы видео было о связи группы со своей аудиторией и задействовало съёмку реальных людей, а также Лос-Анджелес, родной город Левина. В интервью для VH1 режиссёр говорил: "И тогда возникла идея: что, если они отправятся на настоящие свадьбы и выступят в качестве приглашённой группы, но неожиданно для всех". Идея сразу же понравилась Левину.
В 2005 году Добкин выступал в качестве режиссёра фильма «Незваные гости» с Оуэном Уилсоном и Винсом Воном в главных ролях, где они исполнили роли двух холостяков, которые пробираются на чужие свадьбы с целью знакомства и дальнейшего времяпрепровождения с подружками невесты и прочими гостями женского пола. Фильм получил положительные отзывы критиков и заработал в прокате более 285 млн. долларов по всему миру. Добкин говорил: «На протяжении 10 лет многие люди просили меня выпустить что-либо, связанное с этим фильмом. Я никогда не хотел возвращаться к нему только потому, что он был таким успешным. Но мы зациклились на этой идее и решили, что всё выйдет отлично. А затем мы подумали: "Чёрт возьми, как же нам это провернуть?"». После того, как концепция была определена, группа и режиссёр начали подготовку к своему незваному появлению на свадьбах. Изначально Добкин хотел, чтобы никто не знал ни о визите группы, ни о съёмках вообще. Однако, обдумав всё ещё раз, режиссёр решил, что хотя бы один человек должен быть в курсе происходящего. В итоге заранее были проинформированы женихи, от невест же всё держалось в тайне. Тем не менее женихам сообщили лишь то, что это будет очень популярная группа, выигравшая уже несколько премий «Грэмми», но не сообщили название самой группы. Следующим шагом было принятие решение о том, каким образом группа будет прятаться до начала представления. Добкин разработал и соорудил занавес, который должен был падать на пол после нажатия кнопки. После этого Добкин посетил множество организаторов свадеб и будущих мест проведения последних в Лос-Анджелесе, чтобы выбрать наиболее подходящие площадки, а также конкретные места в помещениях для установки разработанного занавеса.

### Съёмки
Съёмки клипа проходили в Лос-Анджелесе, в нескольких бальных залах, расположенных в разных частях города. Один из залов находился в отеле Park Plaza, очень популярном месте для проведения торжеств и вечеринок. За неделю до начала съёмок Добкин отправился на встречу с группой, которая репетировала визуальную часть представления. Во время встречи Левин высказал свои опасения по поводу идеи съёмок: «Что, если мы не нравимся людям? Вдруг мы только испортим невесте всё торжество?» Впервые группа задалась вопросом, "что, если мы испортим чей-то "самый особенный" день?" Чтобы избежать этого, Левин предложил следующее: после исполнения песни "Sugar" он и гитарист группы Джеймс Валентайн исполнят акустическую версию их сингла 2004 года "She Will Be Loved" специально для невесты и жениха. Танцпол будет освобождён для молодожёнов, а песня станет для них ещё одним традиционным "первым танцем". Добкину чрезвычайно понравилась эта идея: «Это потрясающе. Просто сумасшедшая романтика».
За несколько дней до начала съёмок большинство женихов начали нервничать и хотели всё отменить, однако, встретившись с каждым из мужчин, Добкин отговорил их. В конце концов, режиссёру пришлось рассказать им, что таинственная группа — это Maroon 5, после чего выяснилось, что большинство женихов поклонники как группы, так и "Адама из Голоса", а идея исполнения "She Will Be Loved" после "Sugar" встретила одобрение. "После такого она просто не сможет на меня рассердиться". До начала съёмок каждого эпизода у съёмочной группы было примерно 20 минут, чтобы попасть на площадку и установить занавес, в то время как группа пыталась проникнуть на торжество незамеченной. Во время первой свадьбы произошёл следующий инцидент: пока сооружали занавес, Добкину сообщили по рации, что группа застряла в лифте. Спустя некоторое время им удалось выбраться, однако музыкантам пришлось пробежать девять этажей, чтобы вовремя попасть в бальный зал. Добкин вспоминал, что когда выступление закончилось, участники группы посмотрели на него так, словно хотели сказать: "О Боже! Это было потрясающе! Где следующая свадьба?"

### Релиз
В пресс-релизе для видео Левин заявил: «Это был невообразимый опыт. Я и понятия не имел, как сильно на меня повлияет ошеломляющая реакция, которую мы получили от пар и их гостей. Ключевым моментом всего этого была возможность подарить нескольким людям незабываемые впечатления». Позднее Левин добавлял: "Это было очень весело. Было приятно удивить этих людей и сделать их счастливыми. Я рад, что им понравилась наша группа. Иначе это могло бы стать полной катастрофой».
Премьера клипа на песню "Sugar" состоялась 14 января 2015 года на Vevo-канале группы на YouTube.
Видеоклип с песней располагается на 15 месте среди самых просматриваемых видео на YouTube, количество просмотров на апрель 2023 года превышает 3,8 млрд.